# ダブルアステ
ダブルアステは、アステリスク (*) を2つ上下に並べた印刷記号（約物）で、主にアステリスクを補助する目的で使われる。欧米ではほとんど使用されない。

## 用途
脚注などにおいて、1番目の項目の行頭記号にアステリスクを使い、2番目の項目の行頭記号をダブルアステとし、3番目の項目の行頭記号にアステリズムを用いる。

## 文字コード
| 記号 | Unicode | JIS X 0213 | 文字参照         | 名称         |
| ---- | ------- | ---------- | ---------------- | ------------ |
| ⁑    | U+2051  | 1-12-93    | &#x2051; &#8273; | ダブルアステ |

Unicode では two asterisks aligned vertically の文字名称が与えられている。